# Glypta pisici
Glypta pisici är en stekelart som beskrevs av Kolarov 1981. Glypta pisici ingår i släktet Glypta och familjen brokparasitsteklar. Inga underarter finns listade i Catalogue of Life.